# Júlio Rebollal
Júlio César Rebollal Rodriguez López  (Rio de Janeiro, 6 de junho de 1967) é um nadador brasileiro, que participou de uma edição dos Jogos Olímpicos pelo Brasil.
Encerrou a carreira de atleta em 1995 e mudou-se para Belo Horizonte em 1996, onde trabalha em seu consultório e, é também, oficial dentista da Força Aérea Brasileira.

## Trajetória esportiva
Começou a nadar no Fluminense e, aos oito anos, ganhou seu primeiro campeonato brasileiro.
No Campeonato Julio Delamare, de 1981, ganhou os 200 metros nado livre, os 400 metros medley, os 100 metros nado costas, e foi vice-campeão nos 400 metros nado livre.
Em 1985, transferiu-se para o Vasco da Gama e ingressou no curso de odontologia. Em 1986, treinou por seis meses nos Estados Unidos e, no mesmo ano, participou d0 Campeonato Mundial de Esportes Aquáticos de 1986, em Madri, onde ficou em 23º lugar nos 400 metros medley, e 28º nos 200 metros medley. 
No ano seguinte, foi medalhista de bronze nos Jogos Pan-Americanos de Indianápolis no revezamento 4 x 100 metros nado livre e no revezamento 4 x 200 metros nado livre. Ele também terminou em quarto lugar nos 200 metros livres, e oitavo lugar nos 200 metros medley.
Nos Jogos Olímpicos de Verão de 1988 em Seul, terminou em 10º lugar nos 4 x 200 metros nado livre, 12º nos 4 x 100 metros nado livre, 26º nos 200 metros nado medley e 30º nos 200 metros nado livre.
Após as Olimpíadas de 1988, transferiu-se para o Flamengo e, em 1991, nos Jogos Pan-Americanos de Havana, obteve seu melhor resultado: foi campeão pan-americano no revezamento 4 x 100 metros nado livre.